# خاس‌سانان
خاس‌سانان (Aquifoliales) راسته‌ای از گیاهان پیوسته‌گلبرگ با بیش از ۵۰۰ گونه و پنج تیره است.